# ОКБ Мясищева
ОКБ Мясищева (Экспериментальный Машиностроительный Завод им. В. М. Мясищева) — авиационное конструкторское бюро в СССР и России.

## История
Отдельное конструкторское бюро для В. М. Мясищева было организовано до Великой Отечественной войны, когда он, будучи арестован в 1938 году, работал в ЦКБ-29, также известное как «Туполевская шарага». Решение об этом было принято после того, как Мясищев разработал для Пе-2 высоко оценённые руководством крылья с функцией топливных баков. Летом 1940 года Мясищева освободили из заключения (реабилитирован он был лишь в 1955 году), и самолёт ДВБ-102, разработанный им, начал изготавливаться в 1940 году в том же ЦКБ-29 НКВД в Москве.
После начала Великой Отечественной войны ОКБ Мясищева было эвакуировано в Омск. Его задачей было продолжить производство ДВБ-102 на местном авиационном заводе. 
В 1942 году, после гибели Петлякова, Мясищев возглавил его конструкторское бюро и в следующем году переехал вместе со своим  КБ в Казань. После этого в течение шести месяцев очень серьёзно был модернизирован Пе-2 (модификация получила название Пе-2И, в честь В. М. Петлякова).

Схема самолёта М-4, разработанного в ОКБ Мясищева

В 1946 году ОКБ-482 В. М. Мясищева (по предложению Туполева и Ильюшина) было расформировано с мотивировкой — по экономическим соображениям. Все помещения и производственную базу передали Ильюшину, а людей из КБ и завода распределили по предприятиям Авиапрома (большинство сотрудников влилось в ОКБ-240). Мясищев вынужденно перешёл на работу в МАИ — первоначально в должности декана самолётостроительного факультета, но по причине конфликта с руководством институтского парткома, был переведён на должность заведующего кафедрой самолётостроения. 
Стремясь возвратиться к конструкторской работе в системе Авиапром, Мясищев разработал план исследований, с целью получения объективных данных о возможности создания дальнего стратегического бомбардировщика с реактивными двигателями и со стреловидным крылом большого удлинения (в то время не было единого мнения о возможности создания такого самолёта, некоторые авторитетные авиационные специалисты МАП и ВВС, крупные учёные и конструкторы, включая А. Н. Туполева, эту возможность отрицали). И в 1951 году, по прямому указанию Сталина, получил на заводе № 23 в Филях ОКБ-23 МАП. Целью новосозданного конструкторского бюро была разработка межконтинентального бомбардировщика.
Первым заместителем Мясищева был назначен Г. Н. Назаров; бюро проектов возглавил Л. Л. Селяков; аэродинамики, прочности, моделей, макетов общей увязки — И. П. Толстых; каркасов — Е. И. Бару; силовых установок — Е. С. Фельснер; управления, шасси и всего оборудования — М. Н. Петров. Главным аэродинамиком стал И. Е. Баславский, главным прочнистом — Л. И. Балабух, главным динамиком-прочнистом — В. А. Федотов. 
Специальным приказом министра авиационной промышленности все ОКБ авиационной промышленности должны были, по согласованию с Мясищевым, направить во вновь организованное ОКБ конструкторов и работников всех специальностей. Кроме того, практически весь выпуск 1951 года МАИ был направлен на работу в ОКБ-23.
Первый самолёт ОКБ, М-4, был стратегическим бомбардировщиком со стреловидным крылом и четырьмя турбореактивными двигателями. На его разработку у коллективов конструкторского бюро и завода ушло полтора года. На нём было установлено 19 мировых рекордов, за что в 1957 году многие участвовавшие работники получили ордена и премии, а сам Мясищев — звание Героя Социалистического Труда. 
Дальнейшим развитием М-4 стал самолёт 3М.

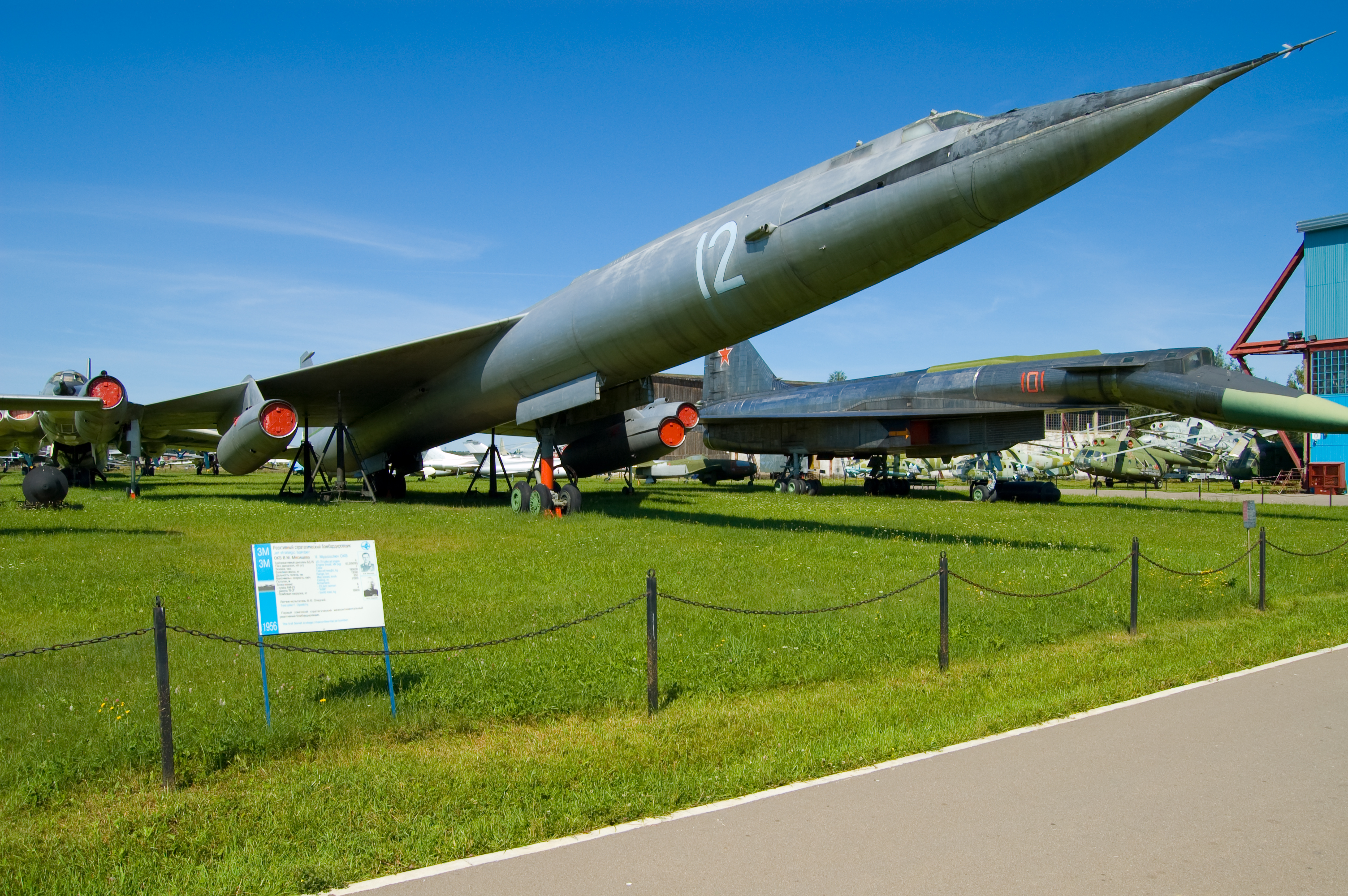
Стратегический ракетоносец М-50

С 1956 года В. М. Мясищев — генеральный конструктор ОКБ-23. В это время перед ОКБ была поставлена задача создать сверхзвуковой стратегический ракетоносец. Самолет, получивший название М-50, совершил свой первый полет в 1959 году (проект был закрыт по причине недостижения требуемых характеристик). 
В 1957—1960 гг. в КБ Мясищева были разработаны также проекты первого советского космоплана ВКА-23 (М-48).
В 1960 году у Хрущёва прошло историческое совещание по перспективам развития стратегических систем оружия. По итогам его было решено, что доставка ядерного вооружения авиацией слишком дорога и сложна, по сравнению с другими появившимися в то время возможностями — межконтинентальными ракетами. Все самолётные проекты были приостановлены, правительство направило все средства на развитие сферы ракетостроения. 
«Атомный» проект ОКБ Мясищева — проектируемый параллельно с М-60 стратегический атомолёт М-30 — стал последним авиационным проектом Мясищева. В октябре 1960 года ОКБ окончательно было переведено на ракетно-космическую тематику и стало Филиалом № 1 ОКБ-52. Мясищев был назначен директором ЦАГИ.
В 1967 году, путём объединения филиала машиностроительного завода им. М. В. Хруничева и Конструкторского бюро № 90 филиала № 1 ОКБ-52 Министерства общего машиностроения в Жуковском, на территории бывшей лётно-испытательной и доводочной базы ОКБ-23 конструкторское бюро было воссоздано как «Экспериментальный машиностроительный завод». Мясищев был снова назначен генеральным конструктором и затем директором ЭМЗ. В 1976 году ЭМЗ вошло в состав НПО «Молния», а с 2011 года входит в структуру ОАО «Объединённая авиастроительная корпорация».